# Sphacelodes leonidaria
Sphacelodes leonidaria là một loài bướm đêm trong họ Geometridae.